# Archidiocèse de Gulu
 (mars 2019).

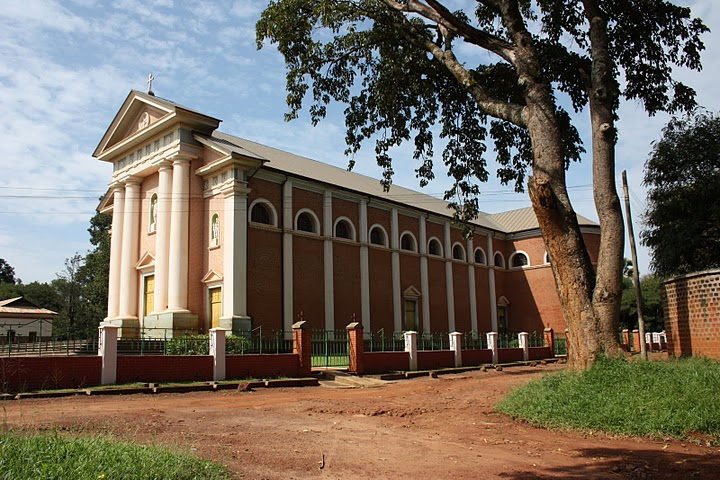
Vue de la cathédrale Saint-Joseph de Gulu.

L'archidiocèse de Gulu (latin : Archidioecesis Guluensis) est un siège métropolitain de l'Église catholique en Ouganda, dans le nord du pays. L'archevêque a son siège à la cathédrale Saint-Joseph de Gulu.

## Chronologie
- 12 juin 1923: la préfecture apostolique du Nil-Équatorial est érigée à partir de territoires donnés par le vicariat apostolique de Bahr el-Ghazal. Elle est administrée par les missionnaires comboniens du Sacré-Cœur venus d'Italie ;
- 10 décembre 1934: elle devient vicariat apostolique du Nil-Équatorial ;
- 12 janvier 1950: renommé en vicariat apostolique de Gulu ;
- 25 mars 1953: élevé au rang de diocèse de Gulu ;
- 2 janvier 1999: promu au rang d'archidiocèse métropolitain de Gulu.

## Statistiques
En 2013, l'archidiocèse comptait 833.372 de baptisés sur 1.446.014 habitants (soit 57,6 pour cent) avec 83 prêtres dont 57 séculiers et 26 réguliers, ainsi que 46 religieux et 190 religieuses, pour 26 paroisses.
Les congrégations sont nombreuses avec historiquement les missionnaires comboniens du Sacré-Cœur et les récents apôtres de Jésus (originaires du diocèse). On compte aussi les frères de saint Martin de Porrès, les petites sœurs de Marie Immaculée de Gulu (fondées en 1936 à Gulu), les marianistes, les sœurs du Sacré-Cœur (comboniennes), les salésiens de Don Bosco, les sœurs des Cœurs unis de Jésus et Marie, les sœurs de saint Joseph de Carondelet (arrivées ici en 2008) et les jésuites qui possèdent une école secondaire, la Ocer Campion High School.

## Œuvres
Dr Ambrosoli Memorial Hospital de Kalongo, fondé par Giuseppe Ambrosoli (combonien)